# 桜樹村
桜樹村（さくらぎむら）は愛媛県東予地方の周敷郡のち周桑郡にあった村である。
1955年（昭和30年）に、中川村との2村の合併により中川村となり、自治体としては消滅した。中川村の大部分はさらに昭和の合併で丹原町となり、平成の市町村合併にて西条市、東予市、丹原町、小松町の合併により、西条市となった。もと桜樹村に属した一部地域は昭和の合併で川内町となり、平成の合併では重信町と合併して東温市となり、現在に至っている。

## 地理
高縄半島の基部東側、中山川の上流域。現在の西条市の西端。
河川
中山川及びその支流（志河川、鞍瀬川、滑川等）

## 歴史
近世
- 松山藩領であった。

### 村の沿革
- 1889年12月15日 - 町村制施行により周敷郡楠窪村、滑川村、明河村、鞍瀬村、千原村、臼坂村が合併し周敷郡桜樹村として発足。
- 1897年4月1日 - 周敷郡が桑村郡と合併したため周桑郡桜樹村となる。
- 1955年7月20日 - 周桑郡中川村と合併し、改めて中川村が発足。同日桜樹村廃止。

```
桜樹村の系譜
（町村制実施以前の村）　（明治期）　　　　　　　　　（昭和の合併）　（平成の合併）
　　　　　　　　　　　　町村制施行時
明河　━━━━┓　　　　　　　　　　昭和30年7月20日
滑川　━━━━┫　　　　　　　　　　合併
楠窪　━━━━╋━━桜樹村━━━━━┓
鞍瀬　━━━━┫　　　　　　　　　　┃
千原　━━━━┫　　　　　　　　　　┃ 　　 う
臼坂　━━━━┛　　　　　　　　　　┃ 　　 ┃
　　　　　　　　　　中川村━━━━━┻━━━┫昭和31年9月1日
　　　　　　　　　　田野村━━━━━━━━━┫合併
　　　　　　　　　　　　　　　あ　　　　　　┃　　┃え
　　　　　　　　　　福岡村━━丹原町━━┳━┻━━┻━━━━━━━━━┓
　　　　　　　　　　徳田村━━━━━━━┛い　　　　　　　　　　　　　┃
　　　　　　　　　　　　　　　　　　　　　　　　　　　　　　　　　　　┃平成16年11月1日
　　　　　　　　　　　　　　　　　　　　　　　　　　　　　　　　　　　┃新設合併、新・西条市発足
　　　　　　　　　　　　　　　　　　　　　　　　　　　　西条市━━━━╋━━西条市
　　　　　　　　　　　　　　　　　　　　　　　　　　　　東予市━━━━┫
　　　　　　　　　　　　　　　　　　　　　　　　　　　　小松町━━━━┛

あ　大正2年12月13日 町制施行
い　昭和30年4月25日 合併
う　昭和31年9月1日 中川村のうち大字滑川、大字明河字九騎及び大字明河字海上の区域が温泉郡川内村へ編入、
　　町制施行して温泉郡川内町となる
え　昭和31年9月30日 大字明河字塩獄の区域が温泉郡川内町へ編入

（注記）桜樹村以外の合併以前の系譜はそれぞれの市町村の記事を参照のこと。

```

## 地域
合併・発足の6つの旧村がそのまま大字を形成した。のちに滑川は川内町、明河は分割して川内町と丹原町、残りは丹原町に、いずれも大字として引き継がれた。
滑川（なめがわ）、明河（みょうが）、楠窪（くすくぼ）、鞍瀬（くらせ）、千原（ちはら）、臼坂（うすざか）
平成の大合併により西条市の一部となった地域では、地名表記は西条市に「丹原町」を続け、大字は省く。東温市の一部となった地域では、東温市に続け、大字は省く。
例　西条市丹原町臼坂
例　東温市滑川

## 産業
農業
楮、葉タバコなどを産した。大正時代末から昭和初期にかけて養蚕が盛んで、桑畑が広がった。
鉱業
西部、中山川右岸の千原に千原鉱山があり、硫化鉄鉱、銅鉱などを産していた。開鉱時期は不明ながら、藩政期には松山藩が採掘しており、明治初期になって地元の渡辺伊左衛門の請願によって本格的に採掘が行われた。精錬も同所で行っていたため、煙害が幾度となく発生し、経営主体も交代を繰り返し、またほぼ同時期に周桑地域一帯で問題となっていた四阪島の煙害とともに追及され、1916年（大正3年）には同所での精錬の停止命令が出された。その後、経営者も替わり、採掘に絞ったが、経営は依然安定せず1964年（昭和39年）廃鉱となった。